# Col·legi Major Sant Joan de Ribera
El Col·legi Major Sant Joan de Ribera és una institució privada de caràcter benèfic que ofereix allotjament gratuït a estudiants, homes, de Grau, Llicenciatura, Enginyeria Superior o Magisteri.
El nombre de col·legials oscil·la entre quinze i vint. Tots són becaris per oposició del Col·legi. Es tracta, per tant, d'una situació ideal perquè es creï una familiaritat entre els estudiants. sense que es perdi l'ambient per al treball i estudi personal. El Col·legi Major és en un edifici històric, l'antic castell de Burjassot; declarat Bé d'interés cultural, per declaració genèrica, amb codi identificador 46.13.078-005, malgrat no presentar anotació ministerial. L'ala on se situen les habitacions és de construcció posterior i ha estat recentment reformada.
Al llarg del curs se celebren conferències i activitats culturals sobre ciència i temes d'actualitat social. El Col·legi es finança amb els fons aportats inicialment per la fundadora, gestionats actualment per un Patronat. I, a més, hi aporta fons la Fundació Bancaixa.

## Descripció historicoartística
El Col·legi Major Sant Joan de Ribera de Burjassot neix de la voluntat de la Na Carolina Álvarez Ruiz qui va decidir, l'any 1912, destinar els seus béns a una fundació que oferís la possibilitat d'estudiar a joves sense recursos econòmics i amb inquietud i capacitat per al treball intel·lectual. La fundadora es proposava també com a objectiu fonamental d'aquesta institució que aquests joves rebessin una educació que els impulsés a viure la feina com un servei a la societat des dels valors de la fe cristiana. El dia 29 de setembre de 1916 van ingressar els deu primers col·legials i van començar les activitats d'aquesta institució.

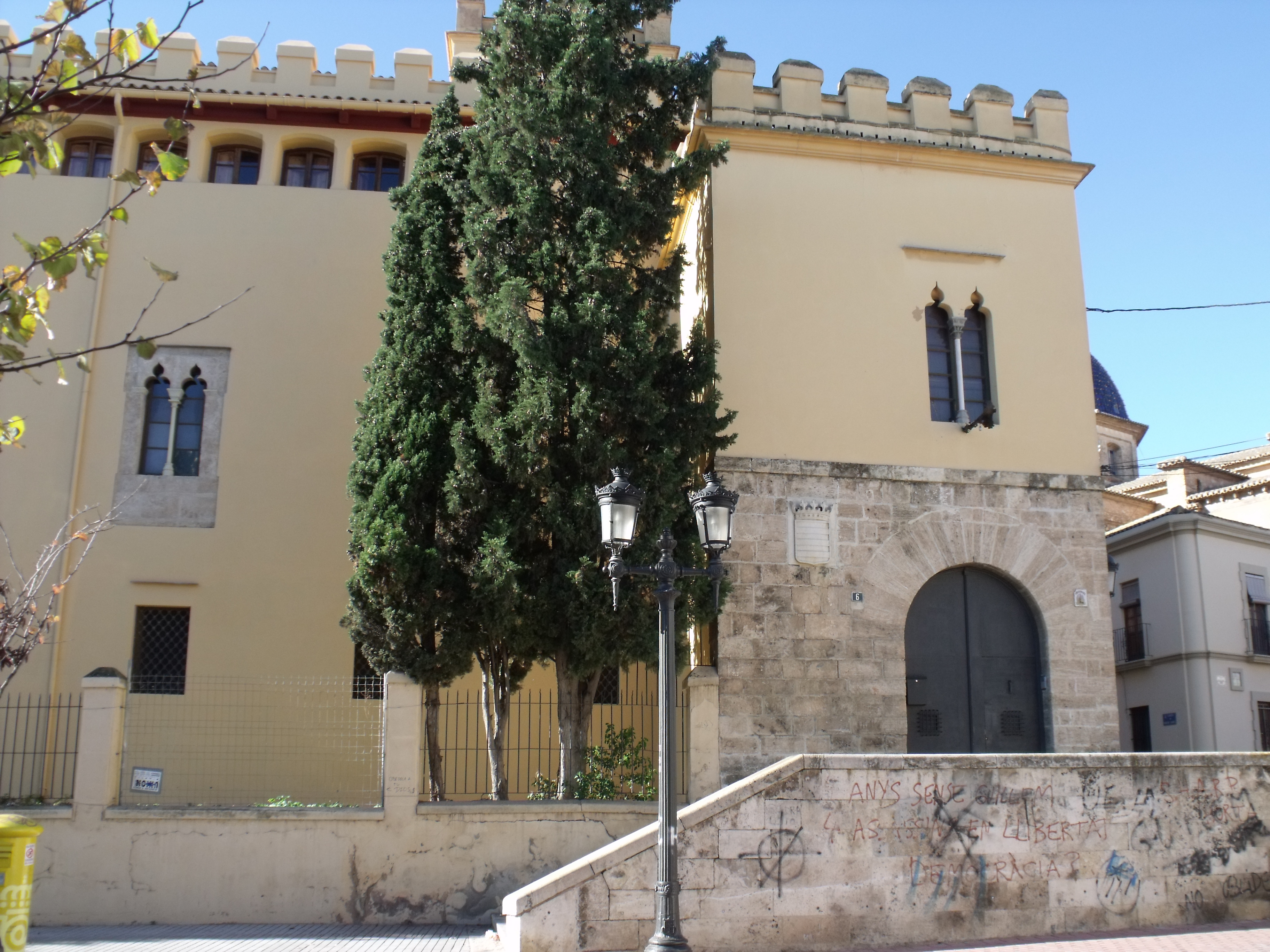
Palau-castell de Burjassot

Des de la seva fundació el Col·legi està situat al castell de Burjassot. Es tracta d'un edifici d'origen àrab. El 1401 Martí l'Humà va jurar els furs de València en aquest edifici. El 1600 Sant Joan de Ribera, arquebisbe de València i Patriarca d'Antioquia, va adquirir el castell. A la seva mort va passar a ser propietat del Reial Col·legi de Corpus Christi fins a l'any 1866, en què va ser desamortitzat per l'estat. El 1894 va ser adquirit per Carolina Álvarez Ruiz, que el va destinar a col·legi major.
Actualment el Col·legi manté els mateixos ideals que van inspirar la seva fundació: és una institució que pretén oferir una formació intel·lectual i cristiana i una ajuda material a joves que vulguin estudiar en qualsevol centre universitari de València. El Col·legi està regit per un patronat el presidentdel qual és l'arquebisbe de València. El director és un sacerdot nomenat pel patronat.
El Col·legi ha volgut prestar des de la seva fundació un servei a la societat: s'hi han format professors universitaris, artistes, metges, investigadors, juristes, polítics, etc. que, en paraules d'un antic col·legial, "han intentat mostrar com es pot ser cristià i persona eficaç en el si de la contradictòria situació del món en què ens ha tocat viure"

## Col·legials Il·lustres
Han format part d'aquesta institució en el seu dia José Luis Villar Palasí, Joan Josep López Ibor, José Corts Grau, Francisco Lozano, José María Yturralde, Pedro Laín Entralgo, Rafael Calvo Serer, José María López Piñero…